# 村上愛梨
村上 愛梨（むらかみ あいり、1989年11月11日 - ）は、日本の女子ラグビーユニオン選手、女子バスケットボール選手。

## プロフィール
- 東京都出身[1]。
- ポジションはロック(LO)。
- 身長 176cm、体重 81kg
- 女子日本代表キャップは1。（2022年5月現在）

## 略歴
中学からバスケを始めて、共栄学園高校・江戸川大学・秋田銀行を経て、2015年、ラグビーに転向。
2019年7月13日に行われた女子オーストラリア遠征女子オーストラリア代表戦にて途中出場で女子日本代表初キャップを獲得した。